# WTA Challenger de Andorra-a-Velha
O WTA Challenger de Andorra-a-Velha – ou Creand Andorrà Open, atualmente – é um torneio de tênis profissional feminino, de nível WTA 125.
Realizado em Andorra-a-Velha, capital da Andorra, estreou em 2022. Os jogos são disputados em quadras duras cobertas durante o meses de novembro e dezembro

## Finais

### Simples
| Ano  | Campeã                | Vice-campeã      | Resultado |
| ---- | --------------------- | ---------------- | --------- |
| 2023 | Marina Bassols Ribera | Erika Andreeva   | 7–5, 7–63 |
| 2022 | Alycia Parks          | Rebecca Peterson | 6–1, 6–4  |

### Duplas
| Ano  | Campeãs                           | Vice-campeãs                         | Resultado |
| ---- | --------------------------------- | ------------------------------------ | --------- |
| 2023 | Erika Andreeva Céline Naef        | Tímea Babos Heather Watson           | 6–2, 6–1  |
| 2022 | Cristina Bucșa Weronika Falkowska | Angelina Gabueva Anastasia Zakharova | 7–64, 6–1 |